# Verordnung zur Festlegung weiterer Bestimmungen zur Treibhausgasminderung bei Kraftstoffen
Die Verordnung zur Festlegung weiterer Bestimmungen zur Treibhausgasminderung bei Kraftstoffen (38. BImSchV) vom 8. Dezember 2017 ist Teil des Regelungskomplexes um die sog. Treibhausgasminderungsquote und regelt die Modalitäten zur Erfüllung der Minderungsverpflichtung der Treibhausgasemissionen nach § 37a BImSchG. Die 38. BImSchV regelt die näheren Umstände zur Erfüllung der Verpflichtung zur Minderung der Emissionen von Treibhausgasen und zu den Berichtspflichten des Bundes-Immissionsschutzgesetzes.

Die „Achtunddreißigste“ war früher durch die längst aufgehobene Verordnung zur Quotenanrechnung bestimmter biogener Öle (BGBl. 2007 I S. 3017) belegt.

## Regelungsinhalt
Kernpunkte der 38. BImSchV sind:
- Bestimmungen zur Berechnung der THG-Quote

- Erweiterung der Optionen zur Erfüllung der THG-Quote auf in Straßenfahrzeugen genutzten elektrischen Strom
- Festlegung einer Obergrenze für sog. konventionelle Biokraftstoffe zur Folgensteuerung indirekter Landnutzung
- Einführung einer Mindestquote fortschrittlicher Kraftstoffe als sogenannte „Unterquote“ zur THG-Quote
- Regelung von Berichtspflichten und Zuständigkeitsfragen

## Umsetzung der Erneuerbaren Energien Richtlinie (EU) 2018/2001 (RED-II-Richtlinie)
Im Zuge der nationalen Umsetzung der Neufassung der EU-Richtlinie 2009/28/EG (Erneuerbare-Energien-Richtlinie) erfolgte eine entsprechende Novellierung des BImSchG und der 38. BImSchV.

### Wesentliche Änderungen der 38. BImSchV
- Erhöhung des Anteiles erneuerbarer Energien am Endenergieverbrauch im Verkehrssektor bis zum Jahr 2030 auf mindestens 14 %
- Abschaffung der Option zur Erfüllung der THG-Quote mit fossilen Kraftstoffen ab dem Kalenderjahr 2022
- Absenkung der Obergrenze des Anteils von Biokraftstoffen aus Nahrungs- und Futtermittelpflanzen (vormals sog. konventionelle Biokraftstoffe); im Falle von Biokraftstoffen mit hohem Risiko indirekter Landnutzung, wie bspw. Biokraftstoffe aus Palmöl, bis auf „null“ ab dem Kalenderjahr 2023
- Schrittweise Anhebung des Mindestanteils fortschrittlicher Biokraftstoffe an der THG-Quote auf 2,6 % bis zum Jahr 2030; Anrechnung des Energiegehaltes dieser Kraftstoffe, die über die Erfüllung des Mindestanteils hinausgehen, mit dem doppelten ihres Energiegehaltes für die Erfüllung der THG-Quote, in dem Verpflichtungsjahr, in dem sie in Verkehr gebracht wurden, oder Anrechnung der energetischen Menge auf den Mindestanteil des folgenden Verpflichtungsjahres.
- Anrechnung der energetischen Menge an Strom, der in Elektrofahrzeugen genutzt wird, mit dem dreifachen seines Energiegehalts für die Erfüllung der THG-Quote

### Kritik
Auch mit den Änderungen der 38. BImSchV ist die Erreichung der Klimaschutzziele vor dem Hintergrund nachfolgender Kritikpunkte unmöglich:

#### Zu geringer Mindestanteil für fortschrittliche Biokraftstoffe
Die Anhebung des Mindestanteils für fortschrittliche Biokraftstoffe auf 2,6 % bis zum Jahr 2030 sei zu niedrig. Dieses Argument wird dadurch gestützt, dass die RED II-Vorgaben für den Mindestanteil an fortschrittlichen Biokraftstoffen unterschritten würden (dort sind 3,5 % vorgesehen).
Eine Anhebung der Unterquote für fortschrittliche Biokraftstoffe sei erforderlich, um die Klimaschutzziele zu erreichen und Anreize für Investitionen zu schaffen.

#### Zu geringer Anteil erneuerbarer Energien am Endenergieverbrauch im Verkehrssektor
Die Umsetzung der 14 % Vorgabe aus der RED-II-Richtlinie (vgl. Art. 25 Abs. 1 RED II) wird als bloße Pflichtumsetzung ohne jegliche Ambitionen und Signalwirkung für den Klimaschutz betrachtet. Deutschland macht damit erstens – anders als andere EU-Mitgliedsstaaten (z. B. Niederlande) – keinen Gebrauch davon, ein höheres Ziel festzulegen. Zweitens führen die Mehrfachanrechnungen (s. u.) dazu, dass das Ziel von 14 % im Verkehr bis 2030 lediglich nominell (rechnerisch) erreicht wird, der tatsächliche erforderliche Marktanteil erneuerbarer Energien gemäß EU-Vorgaben aber mit bis zu lediglich 6 % deutlich geringer ausfällt.
Gefordert wird zur Erreichung der Klimaziele eine Erhöhung des Anteiles erneuerbarer Energien am Endenergieverbrauch im Verkehrssektor bis zum Jahr 2030 auf mindestens 16 %.

#### Mehrfachanrechnungen führen zu rein virtueller Treibhausgaseinsparung
Die Mehrfachanrechnungen bestimmter Erfüllungsoptionen – so wie die Dreifachanrechnung von Fahrstrom – führten zu einer rein virtuellen Treibhausgaseinsparung ohne realen Mehrwert für den Klimaschutz. Zudem werde dadurch der Markt verunsichert und durch die virtuellen Einsparungen intransparent und destabilisiert. Insbesondere bei Strom zur Verwendung in batteriebetriebenen Straßenfahrzeugen wird kritisiert, dass dies erstens zu einer unverhältnismäßigen (Über-)Förderung zu Lasten anderer Erfüllungsoptionen und zweitens einer Gefährdung eines technologie- und herkunftsoffenen Ausbaus erneuerbarer Energien zur Erreichung der Klimaziele führe. Durch diese „Zigfachanrechnungen“ werde letztlich sowohl die Verwendung strombasierter Kraftstoffe (positiv) als auch biogener Kraftstoffe (negativ) zusätzlich maßgeblich beeinflusst.
Vielmehr müssten alle Maßnahmen anhand ihrer Klimaschutzwirkung an die THG-Quote angerechnet werden und Mehrfachanrechnungen folglich vermieden werden. Neben einer sinnvollen, gezielten Investitionsförderung in diesem Bereich seien kurzfristig auch Maßnahmen wie die korrekte Berücksichtigung der Antriebseffizienz von Elektromotoren sowie die Anerkennung von Grünstrombezugsmodellen (z. B. PPA) geeignet.

#### Missbrauchs- und Betrugspotenzial
Zusätzlich führten mehrere Faktoren in Kombination mit der Mehrfachanrechnung potentiell zu einer unplanbaren und missbräuchlichen „Zigfachanrechnung“ von Ladestrom auf die THG-Quote. Bislang ist beispielsweise kein Kontrollmechanismus vorgesehen, der die doppelte Zählung von Ladestrom ausschließt: Obwohl sie ggf. nur öffentlich laden – und die Quote über die Ladesäulenbetreiber vermarktet wird –, könnten Fahrzeughalter gleichzeitig durch Vorlage des Fahrzeugscheins zusätzlich Quote in Höhe des vom Umweltbundesamt geschätzten, pauschalen Verbrauchswerts generieren und vermarkten.
Denn nach der aktuellen gesetzlichen Lage (gem. § 7 38. BImSchV) ist der Stromanbieter bzw. Dritte bei nicht öffentlich zugänglichen Ladepunkten lediglich dazu verpflichtet, dem Umweltbundesamt auf Grundlage eines zuvor veröffentlichten Schätzwertes je (angeblich) zugelassenem Fahrzeug die Mengen an elektrischem Strom mitzuteilen, die zur Verwendung in reinen Batterieelektrofahrzeugen im jeweiligen Verpflichtungsjahr entnommen wurden. Als Nachweis für die Anzahl der gemeldeten Fahrzeuge kann das Umweltbundesamt innerhalb einer angemessenen Frist die Vorlage einer Kopie der Fahrzeugscheine der gemeldeten Fahrzeuge verlangen. Eine Verpflichtung zur Vorlage seitens der Stromanbieter bzw. Dritten besteht indes nicht.
Zudem findet von Seiten des Umweltbundesamtes keine Verifizierung der gemeldeten Strommengen statt, dies wird lediglich stichprobenartig kontrolliert. Dadurch besteht die Gefahr, dass die Stromkunden die Kopien ihrer Fahrzeugscheine mehrfach vorlegen und es zu einer Doppel- oder Mehrfachanrechnung der tatsächlich in Verkehr gebrachten Stromquote kommt. Auch bei einer Stichprobenkontrolle ist es dem Umweltbundesamt nahezu unmöglich, eine Doppelverwertung der Stromquote aufzudecken und zu erkennen. Ebenso wenig gibt es hinreichende Kontrollmechanismen, die eine mehrfache Einreichung der Fahrzeugscheine über mehrere Dienstleister im Sinne der 38. BImSchV ausschließen oder zudem sicherstellen, dass das Fahrzeug zugelassen oder gar im Einsatz ist.
Somit entstünde aus der Dreifach- dann eine Sechsfachanrechnung. Das würde den Erneuerbare Energien-Anteil im Verkehrsmix noch stärker verzerren und könnte in einigen Jahren sogar zur Verdrängung aller anderen Erfüllungsoptionen wie PtX, Wasserstoff und Biokraftstoffe führen – und damit noch geringeren Einsparungen von Emissionen. Zu bedenken ist hierbei, dass jede Tonne „gefälschter“ oder doppelt angerechneter Quote zu zusätzlichen fossilen Emissionen aus Rohöl führt.
Diese Problematik ließe sich beispielsweise damit beheben, dass die anrechenbaren energetischen Mengen elektrischen Stroms für Batterieelektrofahrzeuge auf tatsächlichen Werten beruhen müssen und nicht, wie nach derzeitiger Rechtslage, pauschalen Schätzungen unterliegen (gem. § 7 38. BImSchV). Dies kann einfach durch Smartmeter erreicht werden; mit diesen lassen sich der anteilige Verbrauch von grünem und grauem Strom auch an privaten Ladestationen exakt nachvollziehen und machen daher Schätzwerte, die nicht die Realität widerspiegeln und zu einer nicht nur unwesentlichen Verfälschung der Treibhausgasquote führen können, entbehrlich. Daher wäre eine individuelle Messung statt einem Schätzwert jedenfalls bei der Nutzung von Smartmetern angebracht.

#### Möglicherweise niedrigerer Preis durch Versteigerungen
Es ist davon auszugehen, dass nicht alle Mengen elektrischen Stroms gemeldet werden (in den Quotenhandel eingebracht werden von E-Auto-Nutzern). Das bedeutet, dass die entsprechenden Treibhausgasminderungsmengen den Inverkehrbringern von fossilen Kraftstoffen als Erfüllungsoption nicht vollständig zur Verfügung stehen. Daher wird die Bundesregierung in der Verordnung ermächtigt, die Mengen, die nicht gemäß 38. BImSchV von Dritten gemeldet werden, zu auktionieren und so dem Quotenhandel zuzuführen. Dies könnte die Gefahr bergen, dass hierdurch die Auktionspreise auf dem "freien" Markt absinken. Dies ist jedoch noch Spekulation, da auch die Bundesregierung die (gesetzlich festgelegten) CO2-Vermeidungspreise kennt (also die Strafzahlungen für jede Tonne CO2, die der Inverkehrbringer oberhalb der Quote liegt) und somit davon auszugehen ist, dass die Versteigerungspreise sich an diesem Preis orientieren werden (wie auch bei den übrigen "freien" Markttransaktionen).